# Скотт Вулф
Скотт Річард Вулф грец. Scott Wolf — американський актор знімається переважно у телесеріалах. Найбільш відомий ролями у телесеріалах «Нас п'ятеро» (англ. Party of Five), «Евервуд» (англ. Everwood), «Дев'ятеро»(англ. The Nine) та  V(Візитери) ».

## Фільмографія

### Фільми
| Рік  |    | Українська назва             | Оригінальна назва                       | Роль                            |
| ---- | -- | ---------------------------- | --------------------------------------- | ------------------------------- |
| 1990 | ф  | Черепашки-ніндзя             | Teenage Mutant Ninja Turtles            | бандит (в титрах не зазначений) |
| 1991 | ф  | Все, що я хочу на Різдво     | All I Want for Christmas                | півчий у хорі                   |
| 1993 | ф  | Підлітки Бонні та Клайд      | Teenage Bonnie and Klepto Clyde         | Клайд                           |
| 1994 | ф  | Подвійний дракон             | Double Dragon                           | Біллі Лі                        |
| 1996 | ф  | Білий шквал                  | White Squall                            | Чарльз «Чак» Гіг                |
| 1996 | ф  | Вечірня зірка                | The Evening Star                        | Брюс Берджесс                   |
| 1998 | ф  | Ласкаво просимо до Голлівуду | Welcome to Hollywood                    | актор                           |
| 1999 | ф  | Екстазі                      | Go                                      | Адам                            |
| 2001 | мф | Леді та Блудько 2            | Lady and the Tramp 2: Scamp's Adventure | Пустун (озвучення)              |
| 2002 | ф  | Знак Еммета                  | Picking Up & Dropping Off               | Еммет Янг                       |
| 2003 | тф | Збір і висадка               | Picking Up & Dropping Off               | Вілл                            |
| 2022 | ф  | Порятунок Рубі               | Rescued by Ruby                         | Метт Зарелла                    |

### Серіали
| Рік       |    | Українська назва                  | Оригінальна назва       | Роль                                                       |
| --------- | -- | --------------------------------- | ----------------------- | ---------------------------------------------------------- |
| 1990—1992 | с  |                                   | Saved by the Bell       | Макс Вейтер / півчий у хорі (9 епізодів)                   |
| 1993      | с  |                                   | The Commish             | Тодд Клементс (Епізод: "Dead Cadet's Society")             |
| 1993      | с  | Паркер Льюіс не може програти     | Parker Lewis Can't Lose | Браян Соммервіль (Епізод: "The Rocky Kohler Picture Show") |
| 1994      | с  |                                   | Blossom                 | Гордон «Гордо» Маккейн (Епізод: "Double Date")             |
| 1994—2000 | с  |                                   | Party of Five           | Бейлі Селінджер (142 епізоди)                              |
| 1998      | с  | Суботнього вечора в прямому ефірі | Saturday Night Live     | ведучий (Епізод: "Scott Wolf/Natalie Imbruglia")           |
| 2001      | с  |                                   | Spin City               | Тім Коннеллі (4 епізоди)                                   |
| 2004—2006 | с  |                                   | Everwood                | доктор Джейк Гартман (36 епізодів)                         |
| 2006—2007 | с  |                                   | The Nine                | Джеремі Кейтс (13 епізодів)                                |
| 2008      | с  | Місце злочину: Нью-Йорк           | CSI: NY                 | МакКвін Тейлор (Епізод: "My Name Is Mac Taylor")           |
| 2009—2011 | с  | V                                 | V                       | Чед Декер (22 епізоди)                                     |
| 2011—2012 | с  | NCIS: Полювання на вбивць         | NCIS                    | Кейсі Стреттон / Джонатан Коул (3 епізоди)                 |
| 2013—2015 | с  | Сприйняття                        | Perception              | Дональд «Донні» Райан (25 епізодів)                        |
| 2014—2017 | с  |                                   | The Night Shift         | доктор Скотт Клемменс (35 епізодів)                        |
| 2015      | мс | Кінь БоДжек                       | BoJack Horseman         | у ролі самого себе (Епізод: "Hank After Dark")             |
| 2019—2022 | с  | Ненсі Дрю                         | Nancy Drew              | Карсон Дрю (49 епізодів)                                   |